# Hoël I de Bretaña
Hoël I de Bretaña fue un hijo ilegítimo  de Alano II y Judith. Fue conde de Nantes y duque de Bretaña de 960 a 981.

## Vida
A la muerte de Drogo, el gobierno de Bretaña se dispersó entre los principales nobles. La prueba de un liderazgo roto está en las cartas del papa Juan XIII a Bretaña, dirigidas a "Juhel Béranger  y su hijo Conan, así como Hoël y su hermano Guérech". 
En 975, Hoël entró en conflicto con Conan I el Malo (Le Tort), conde de Rennes, hijo de Juhel Béranger y duque eventual de Bretaña tras el gobierno de Hoël  y su hermano Guérech. Conan controlaba el norte de Bretaña y se consideraba el gobernante del país. El ejército de Hoël estaba reforzado con tropas de Godofredo I de Anjou mientras las fuerzas de Conan I se apoyaban en la Casa de Blois. Tuvo lugar una batalla en Conquereuil donde Godofredo derrotó a Conan I, a pesar de que el resultado militar de la batalla no fue decisivo, ya que resultados diferentes constan en las Crónicas de Nantes y Mont St Michel. 
En 981, Hoël apoyó para que su hermano Guérech fuera elegido obispo de Nantes en sustitución de Gauthier I que había muerto.

## Familia
El nombre de la esposa de Hoël I es desconocido. Tuvo al menos dos hijos conocidos:
- Judicaël (c 979 - 1004) -  conde de Nantes y padre de Budic y Judith de Nantes.
- Hoël.

## Muerte
En 981, durante la visita de Guérech al Metropolitano de Tours, que controlaba todos los obispos en Bretaña, Hoël fue asesinado por Galuron por orden de Conan I. Guérech dejó su obispado de Nantes antes de ser consagrado obispo y fue elegido conde de Nantes.